# Папај (Албанија)
Папај (алб. Papaj) је насељено место у општини Тропоја у округу Кукеш, Албанија. Према попису из 1989. године било је 305 становника.
Папај су једно од насеља племена Гаши.